# Barstow (Texas)
Pour les articles homonymes, voir Barstow.
Barstow est une municipalité américaine du comté de Ward, au Texas. Au recensement de 2010, Barstow comptait 349 habitants.